# Zusters van het Allerheiligste Hart van Jezus
De Zusters van het Allerheiligste Hart van Jezus (Latijn: Sorores Sanctissimi Cordis Jesu, SSCJ) is een rooms-katholieke congregatie van zusters die is gesticht in 1886 te Moerdijk door Huberdina Merkelbach, die uit Hoogstraten afkomstig was.
De zusters werden ook wel kortweg Zusters van het Heilig Hart genoemd, of Zusters van Moerdijk. Zij beheerden aldaar de Industrieschool voor Jongejuffrouwen en ook hadden ze een meisjespensionaat, Sacré-Coeur geheten. Ook deden ze aan missiewerk op Zuid-Sumatra. Van 1927-1964 hadden zij ook een klooster te Dalfsen en gaven daar onderwijs. Zij vertrokken hierop naar Lemelerveld. Daarnaast werd in 1927 een klooster te Kloosterburen geopend.
In 1936 kwam het Bernadetteklooster in de wijk Maliskamp te Rosmalen gereed, waar eveneens de zusters onderwijs verzorgden.
Huize Henricus te Wamel werd in 1936 gesticht en in 1968 gerenoveerd. In 1973 werd een vleugel toegevoegd. In 1995 volgde de sloop van de oudere gebouwen, en wat bleef was een kloosterverzorgingshuis voor de zusters dat in 1997 een nieuwbouw betrok.
Op 7 november 1944 werd Moerdijk gebombardeerd en vervolgens huurden de zusters het Ursulinenklooster Mariaoord te Vught. Hier bleven ze tot 1953, waarna ze het nieuw gebouwde klooster Koningshof te Veldhoven betrokken. Sindsdien stonden zij ook bekend als Zusters van Veldhoven. Zij gaven onderwijs. In 1976 werd Koningshof verkocht, aangezien het aantal zusters sterk afnam, en in 1979 trokken de overgebleven zusters weg; een tiental zusters werd ondergebracht in het toenmalige klooster van de congregatie aan de Kwartelstraat te Eindhoven, enkelen in Huize Henricus te Wamel, dat in september 2010 werd opgeheven; het merendeel van de zusters werd gehuisvest in het Bernadette klooster aan de Bernadettestraat te Rosmalen.